# Mosdóssy Imre (pedagógus)
Mosdóssy Imre (Alsóbogát, 1862. október 21. – Budapest, 1945. február 19.) pedagógus, író, királyi tanfelügyelő, miniszteri tanácsos.

## Élete
Mosdóssy József uradalmi gazdatiszt és Jenvay Alojzia fia. A gimnázium alsó négy osztályát Keszthelyen, a felsőbbeket Székesfejérvárt végezte 1882-ben; azután nevelő volt Gyürky Viktor mellett Budapesten és ugyanakkor a budapesti egyetem jogi fakultását látogatta. 1888-tól 1891-ig magántitkári állást foglalt el Gyürky Ábrahám gróf kisterenyei (Nógrád megye) uradalmában. 1891. július 7-én fogalmazó gyakornokká neveztetett ki a vallás- és közoktatási miniszteriumban és azon év szeptember 29-én letette az államtudományi államvizsgálatot. 1892. július 12-én mint segédtanfelügyelő Vas vármegyébe helyezték át, de már 1893. január 17-én Csáky Albin gróf miniszter visszarendelte a központba, ahol 1895. február 17-én királyi tanfelügyelővé lépett elő, beosztva a népnevelési ügyekkel foglalkozó VI. osztályba. Halálát bélhurut okozta 1945-ben. Felesége Németh Erzsébet volt.
Irodalmi működését a klerikális irányú Korunk c. lapban kezdette meg (1872. Karácsonkor, Hulló csillagok), majd a Háziasszony c. szépirodalmi lapba írt (1884. Zomboriné, ballada; e lapba írt még tárczákat, költeményeket és humorisztikus cikkeket), majd a Losoncz és Vidékébe dolgozott (1890-91.), az Ország-Világba (1890-től Diabolo álnév alatt és saját nevével, apróbb szinműveket is közölt; itt 1892. Piros tojás, Nevelő c.. de különösen aforizmái keltettek figyelmet); továbbá írt a Hétbe (1891), a Tanulók Lapjába (1894-95. A király könyve c. történelmi elbeszélés, melyet az ifjuság számára szinmű alakban is feldolgozott és a Feld-féle fővárosi gyermekszinházban elő is adták); írt az Építészeti Szemlébe s a Zene- és Szinművészeti Lapokba (1893-1895. esztétikai cikkeket, utóbbiban 1894. A szinészet decentralisatiója, Monológok, Szinműíró, szinész és kritikus); tanügyi cikkeket a Néptanítók Lapjába (1896-97), művészettörténetieket a Hasznos Mulattatóba (1896. A középkor remek épületeirőI.) sat.

## Munkái
- Az ölyvedi kántor. Bpest, 1893. (Népiratok 82.).
- A csöreghi czifra szűz. Bpest, 1894. (Népiratok 98.).
- A Pista gyerek apja, vagy tiszteld atyádat, anyádat. Bpest, 1895. (Népiratok 104.).
- Művészet az iparban. Bpest, 1895. (Iparosok Olvasó Tára I. 6.).
- Árva szerelem. Regény. Bpest, 1895. Két kötet. (Ism. Otthon, Élet 27. sz., Vasárnapi Ujság 15. sz.).
- Üllősiek végnapjai. Regény. Bpest. 1896. Két kötet.
- Nemzeti kulturpolitikánk. Bpest, 1896. (Somogyi álnév alatt).
- Három elbeszélés az ifjuság számára. Bpest. 1898.
- Félszegségek a nevelésben. Bpest. 1901. (Népnevelők Könyvtára 10.).
- A bányaőr. Bpest, 1901. (Munkás füzetek I. 15.).
- Út az ingoványon. Bpest, 1901. (Kis Könyvtár 32.).
- A király könyve. Bpest, 1901. (Kis Könyvtár 36.).

A közoktatási kormány megbízásából ő írta a vallás- és közoktatási miniszteriumnak az országgyűlés elé terjesztett XXIV. Jelentésnek a népoktatásra vonatkozó részét, valamint az ezredéves ünnepély alkalmából megjelent XXV. Jelentésnek hasonló tárgyú részét is.
Kéziratban: Az építő ipar diszítő alakjai c. munkája.